# دولة آل العمودي
دولة المشايخ آل العمودي أو مشيخة آل العمودي دولة نشأت في جنوب شبه الجزيرة العربية على أيد المشايخ آل العمودي. بداية قيامها السياسي من منطقة الخريبة في دوعن، ثم امتدت لتشمل وادي دوعن بأكمله وبعض المناطق من وادي عمد والضليعة في أقصى اتساع لها، وعاصمتها بضة. وحاليًا هي جزء من محافظة حضرموت بالجمهورية اليمنية.
بداية حكم المشايخ آل العمودي كان على مرحلتين:
المرحلة الأولى حكم ديني، وهي في فترة الشيخ سعيد بن عيسى العمودي ومن عقبوه «المنصبة» أي الرئاسة من أبنائه وأحفاده، ولم تكن لهم حينها دولة إنما نفوذ ديني فقط من سنة 653 هـ/ 1255 حتى 937 هـ/ 1531.
المرحلة الثانية نفوذ مشيخي قبلي، ما مكن لهم من قيام دولة ومشيخة آل العمودي على غرار المشيخات والسلطنات التي كانت قائمة في منطقة الجنوب العربي وحضرموت. وتأسست من بداية حكم الشيخ عثمان بن أحمد الأخير العمودي عام 937 هـ/ 1531 حتى 1317 هـ/ 1899 عام سقوطها بيد السلطنة القعيطية. 

## مرحلة ما قبل قيام الدولة
تميّزت هذه الدولة دون الدول الأخرى التي قامت في حضرموت بأنها قامت بالجمع بين السلطتين الروحية والزمنية. فقد استطاع الشيخ سعيد بن عيسى العمودي الذي ينتسب إليه المشايخ آل العمودي بدوعن أن يخلق له مكانة مرموقة بين رجال الدين في عصره، ويجمع حوله الأنصار والمريدين، ويصبح أحد مشاهير الدعاة إلى الله بين البادية والحضر، وأن يؤسس له في دوعن نفوذا روحيًا تطور على مدى الزمن حتى أصبح نفوذا سياسيا لعب دورًا هامًا في تاريخ حضرموت. توفي بقيدون سنة 671 هـ/ 1273 ودفن بها.
خلف من بعده ابنه محمد فثبت مقام أبيه في نفوس الناس. وتوارث هذا المنصب أولاده وأحفاده، والتف حولهم رؤساء القبائل وكثير من حملة السلاح. وقد بلغت درجة النفوذ الروحي عند آل العمودي حدًا جعلهم بفضلها لا يشعرون بالولاء والطاعة لأي سلطة سياسية في البلاد. ولهذا فكروا في الاستقلال السياسي وبسط نفوذهم المادي إلى جانب نفوذهم الروحي. وكان أول من استعمل نفوذه السياسي الشيخ الذماري عبد الله بن محمد بن عثمان العمودي، فاستولى على بلدة الخريبة في دوعن سنة 837 هـ/ 1433. وعندما آلت السلطة إلى الشيخ عمر بن أحمد الأخير العمودي تنازل عن الحكم لأخيه عثمان والذي بدوره كانت بداية قيام الدولة بشكلها المعروف السياسي.

## مرحلة قيام الدولة
أقامت الدولة في عهد حكم الشيخ عثمان بن أحمد الأخير العمودي علاقات اتصال مع المملكة المتوكلية اليمنية أئمة اليمن، وتحالفات مع القبائل المحيطة أمثال نهد وبلعبيد وسيبان، الموجودة وثائقها إلى اليوم عند منصب آل العمودي في بضة لأجل محاربة آل كثير ويافع. فقد عاصر الشيخ عثمان السلطان بدر أبا طويرق الكثيري الذي عقد علاقات ودية مع الأتراك، فأعلن العمودي عدم موافقته على تصرفات بدر وانحاز إلى إمام الزيدية في اليمن وكوّن في اليمن جبهة سياسية معارضة لسياسة أبي طويرق.
وفي سنة 938 هـ/ 1532، شن العمودي غارة على بلدة تبالة بالشحر، وكان تجار الشحر يخزنون بها أموالهم خيفة مهاجمة البرتغاليين الشحر وعدم قدرة أبي طويرق على الدفاع عنهم وعن أموالهم، فنهب العمودي تلك الأموال، ثم استولى على وادي دوعن الأيمن ثم على وادي دوعن الأيسر وكانا تابعين لأبي طويرق.
كان رد الفعل من قبل أبي طويرق أن هاجم مدينة آل العمودي المقدسة قيدون، التي بها قبر الشيخ سعيد بن عيسى العمودي، ونهبها وهدم خزان المياه الذي بها وأذاق جند أهلها صنوفًا من التعذيب والعسف. وتحت إغراء المال انحاز رئيس جند العمودي إلى أبي طويرق. وقد حاول أبو طويرق أن يحيل قيدون إلى قرية صغيرة حيث أنه أمر تجارها وأعيانها بالانتقال إلى المدن المجاورة. وفي سنة 949 هـ/ 1543، هاجم أبو طويرق مدينة بضة مقر السلطة العمودية، ولكنه لم يستطع التغلب عليها.
وفي سنة 955 هـ/ 1548، حاصر أبو طويرق بضة للمرة الثانية بجيش تحت قيادة الأمير يوسف التركي والأمير علي بن عمر الكثيري. وأخذ الكثيريون يرمون بضة بالمدافع. لكن هذا الحصار انحصر عن بضة بسبب انتفاضات قامت ضد أبي طويرق في مناطق أخرى من سلطنته الحضرمية. وبمساندة القبيلة النهدية هاجم العمودي شبوة التي كانت من أملاك أبي طويرق، وقد حاول الأمير علي بن عمر الكثيري، عامل بدر في شبوة، فك الحصار فلم يفلح، فدخل جنود العمودي شبوة ونهبوا ما كان بها من أموال. وفي سنة 956 هـ/ 1549، عقد السلطان بدر صلحًا مع العمودي بعد أن باءت محاولاته للقضاء على سلطة العمودي بالفشل. وقد دام هذا الصلح إلى أن ألقى أبناء أبي طويرق القبض على أبيهم والزج به في السجن.
وفي أجواء سنة 1014 هـ/ 1605، شبت الفتنة من جديد بين آل كثير وآل العمودي. وظل آل العمودي موالين لأئمة اليمن مدة حكمهم السياسي في دوعن. ففي سنة 1070 هـ/ 1659، عقد الإمام في صنعاء ولاية رسمية للشيخ عبد الله بن عبد الرحمن الوجيه العمودي، بناء على طلب الأخير. ولما غزا الزيود حضرموت في العام نفسه، بقيادة الصفي أحمد بن حسن الحيمي، في عهد الإمام المتوكل إسماعيل بن القاسم، قدم الشيخ عبد الله العمودي، بوساطة ابنه محمد، المواد الغذائية ووسائل النقل للجيش الزيدي الزاحف على آل كثير.

### انقسام الدولة وسقوطها
ودارت الأيام دورتها، وقد توسعت شُقة الخلاف بين رؤساء آل العمودي في أواخر القرن الثاني عشر الهجري. وأدى هذا التناحر فيما بينهم إلى لجوء بعضهم إلى الكسادي أمير المكلا مستنصرًا به على منافسيه من أبناء عمومته، فأرسل الكسادي سنة 1286 هـ/ 1869 جنودا بقيادة مَجْحِم بن علي الكسادي، فاستولى على أكثر وادي دوعن الأيمن. لكن آل العمودي بعد أن تضايقوا من تصرفات جنود الكسادي عادوا فتضامنوا للتخلص من هذا الاحتلال، ودارت بينهم وبين الكسادي معارك انتهت بجلاء الكسادي عن دوعن. ويُذكر أن آل كثير أعداء العمودي القدامى وقفوا إلى جانبهم ضد الكسادي اليافعي، كما وقف إلى جانبهم خصم جديد للكسادي هو القعيطي اليافعي.
لكن التطاحن بين آل العمودي ظل مشتعلًا، وقد اكتوى به سكان الوادي العُزل من السلاح فالتجأوا إلى القعيطي وطالبوه بإنقاذهم. فاستقدم القعيطي إلى المكلا الشيخ عبد الرحمن بن علي بن عبد الكريم العمودي أحد رؤساء آل مطهر، واتفق معه على أن تكون السلطة القعيطية هي المسئولة الأولى في منطقته عن الأمن، وقرر له مرتبا شهريا على أن ينحصر نفوذ العمودي في داخل منطقته. فكان ذلك بداية التدخل القعيطي وبداية النهاية لحكم آل العمودي.
لكن الشيخ عبد الرحمن ظل مرهِقًا الرعايا بالضرائب الفادحة لإشباع حاجته إلى المال الذي يقدمه وقودا للفتن والدسائس ضد الرؤساء والآخرين من آل العمودي. فاضطر القعيطي إلى حرب الشيخ عبد الرحمن، ففر العمودي إلى جهة الوديان الغربية (القِبَلة) حيث جمع عسكرا من البادية وهاجم بلدة الخريبة واستولى عليها وأكثرَ من النهب والسلب في الوادي. فهاجمه القعيطي مرة أخرى، مستعينًا بقبائل الوادي، وانتهى الأمر بهزيمة العمودي سنة 1317 هـ/ 1899، واحتل القعيطي الخريبة والقرى التي كانت تحت نفوذ ابن عبد الكريم العمودي. وأسند القعيطي حكم وادي دوعن، أيمنه وأيسره، إلى المقدم عمر بن أحمد باصرة الخامعي السيباني الذي قدم للجيش القعيطي مساعدة فعالة في حربه ضد العمودي.

## التسلسل التاريخي
يمكن تقسيم الأحداث التاريخية لدولة آل العمودي إلى ثلاث فترات، منذ ما قبل قيام الدولة سنة 653 هـ/ 1255 حتى سقوطها سنة 1317 هـ/ 1899.
- الفترة الأولى (653 هـ/ 1255 - 937 هـ/ 1531): الشيخ سعيد بن عيسى العمودي وأبناؤه وأحفاده وأبناء الأحفاد (السلطة الدينية والروحانية).
- الفترة الثانية (937 هـ/ 1531 - 1127 هـ/ 1715): الشيخ بطل الوادي عثمان بن أحمد الأخير العمودي (تأسيس مشيخة آل العمودي والنفوذ القبلي).
- الفترة الثالثة (1127 هـ/ 1715 - 1317 هـ/ 1899): انقسام الحكم بين أسرة آل مطهر العمودي بالعاصمة بضة، وأسرة آل محمد بن سعيد العمودي بالعاصمة قيدون (فترة الانقسام حتى السقوط).

| حكام ومناصب آل العمودي                                      | حكام ومناصب آل العمودي                | حكام ومناصب آل العمودي                                                                                        |
| الشيخ                                                       | منصبه                                 | صفته |
| ----------------------------------------------------------- | ------------------------------------- | --- |
| سعيد بن عيسى العمودي                                        | (شيخ)                                 | عميد قبيلة آل العمودي المتوفى سنة 671 هـ/ 1273                                                                |
| محمد بن سعيد بن عيسى العمودي                                | (شيخ، منصب)                           | |
| عمر مولى خضم بن محمد العمودي                                | (شيخ، منصب)                           | |
| عثمان بن عمر مولى خضم العمودي                               | (شيخ، منصب)                           | |
| عمر بن محمد الطيار بن عثمان العمودي                         | (شيخ، منصب)                           | |
| الذماري عبد الله بن محمد الطيار العمودي                     | (شيخ، أمير)                           | بداية حمل آل العمودي للسلاح والاستيلاء على مناطق دوعن أول من حاول تأسيس الدولة العمودية سنة 837 هـ/ 1433      |
| عثمان بن أحمد القديم بن محمد الطيار العمودي                 | (شيخ، منصب)                           | |
| أحمد الأخير بن محمد بن عثمان بن أحمد القديم العمودي         | (شيخ، منصب)                           | |
| عبد الله بن عثمان بن سعيد العمودي                           | (شيخ، أمير)                           | |
| أبو بكر بن عبد القادر بن سعيد العمودي                       | (شيخ، أمير)                           | |
| مولى الشعبة عمر بن أحمد الأخير العمودي                      | (شيخ، منصب، أمير)                     | تنازل عن المنصبة والحكم لأخيه عثمان                                                                           |
| الدولة الموحدة (937 هـ/ 1531 - 1127 هـ/ 1715)               |                                       | |
| شيخ مشايخ ال العمودي الشيخ حسن بن بدر العمودي               | (شيخ وامير العمودي حاكم دوله العمودي) | مؤسس مشيخة آل العمودي وأول حكام الدولة قاد معارك شرسة ضد السلطان بدر أبو طويرق                                |
| عبد الله بن أحمد الأخير العمودي                             | (شيخ، أمير)                           | |
| محمد بن أحمد الأخير العمودي                                 | (شيخ، أمير)                           | |
| عبد الله بن عثمان بن أحمد الأخير العمودي                    | (شيخ، منصب، حاكم)                     | |
| عبد الرحمن الوجيه بن عبد الله بن عثمان العمودي              | (شيخ، منصب، حاكم)                     | قتل في موقعة النقعة سنة 1014 هـ/ 1605                                                                         |
| أبو ست عبد الله بن عبد الرحمن الوجيه العمودي                | (شيخ، منصب، حاكم)                     | حليف الإمام المتوكل إسماعيل بن القاسم ضد السلطنة الكثيرية                                                     |
| محمد بن عبد الله بوست العمودي                               | (شيخ، أمير)                           | |
| فترة الانقسام (1127 هـ/ 1715 - 1317 هـ/ 1899)               |                                       | |
| مطهر بن عبد الله بوست العمودي                               | (شيخ، منصب، حاكم)                     | آخر حكام الدولة الموحدة أول الحكام لمناصب الفرع الأول بضة، وادي دوعن آل مطهر العمودي (آل المقام)              |
| محمد بن سعيد بن عبد الله بوست العمودي                       | (شيخ، منصب، أمير)                     | آخر ولي عهد للدولة الموحدة أول الحكام لمناصب الفرع الثاني قيدون، وادي دوعن آل محمد بن سعيد العمودي (آل الدرع) |
| أحمد بن عبد الله بن البدوي العمودي                          | (شيخ، منصب، أمير)                     | أول الحكام لمناصب الفرع الثالث الشعبة، وادي عمد من أبرز القادات في حرب آل العمودي مع الكسادي                  |
| عمر بن عبد القادر العمودي                                   | (شيخ، أمير)                           | ذريته مناصب وحكام في بلدة النجيدين بريدة الدين                                                                |
| عبد الرحمن بن عمر بن عبد القادر العمودي                     | (شيخ، أمير)                           | |
| محمد بن عبد الله بن عبد الرحمن بن عمر بن عبد القادر العمودي | (شيخ، أمير)                           | |
| الشيخ حسن بن بدر العمودي                                    | (شيخ، منصب، أمير)                     | صاحب شرق وحاكم الخريبة آخر حكام آل العمودي الفعليين                                                           |

### استشهادات
- بامطرف، محمد بن عبد القادر (2001). المختصر في تاريخ حضرموت العام. المكلا، الجمهورية اليمنية: دار حضرموت للدراسات والنشر. مؤرشف من الأصل في 2018-06-19.

## روابط خارجية
- السجادة البكرية - وسام سلطاني لشيخ آل أبي بكر الصديق بحضرموت سنة 1950.